# Cuaderno (encuadernación)
En la producción tradicional de un documento, manuscrito o impreso, compuesto por varias hojas (libro, registro administrativo, etc.), un cuaderno, también llamado cuadernillo, es el resultado del doblado (y posiblemente de la inserción) de un pliego grande, de papel o de pergamino. Los diferentes cuadernillos se apilan luego con el fin de encuadernarse formando el libro final. La técnica del cuadernillo se originó con el desarrollo del formato del códice. Utilizado con pergamino y luego con papel para la confección de manuscritos, fue asumido y perfeccionado en el mundo de la imprenta.
La etimología de esta palabra proviene del latín quaterni que significa un conjunto de cuatro cosas, porque originalmente los cuadernillos tenían cuatro páginas.

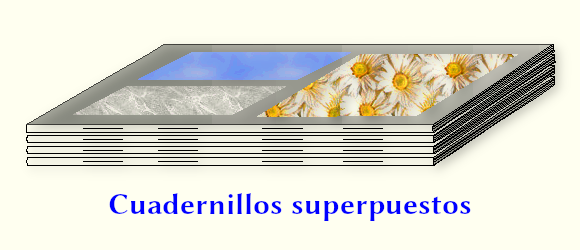
Los cuadernillos de un folleto de varias páginas se pueden apilar.

## Plegado y formatos
Un cuaderno se hace con una hoja plana de pergamino, papel, etc destinada a ser plegada. En la elaboración de manuscritos, el plegado precede a la escritura. Para los libros impresos, el plegado se realiza después de la impresión: por lo tanto, la hoja debe estar diseñada para que después de doblar e insertar el texto aparezca en el orden y en la dirección de lectura correcta: esta operación llamada imposición. Después de la impresión, las hojas se doblan para formar el cuaderno.
A partir de la pieza original del soporte (pergamino o papel, por ejemplo) aún sin doblar, se parte naturalmente de la superficie de mayor extensión. A este formato inicial se le llama «en plano», «in plano» o «atlante». En caso de construir un cuaderno de este tamaño, cada unidade equivale a un folio. Para su fijación será preciso el uso de pestañas o cartivanas, aunque tal uso fue limitado.

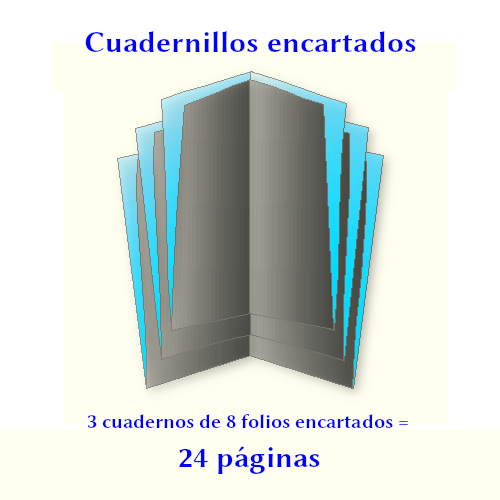
Se pueden insertar cuadernillos de un folleto de varias páginas.

Los formatos de libro se definen por el número de pliegues a partir del folio antes del plegado. En la impresión de algunos libros grandes, no hay plegado y el pliego queda plano: este formato se llama in-plano (una hoja de 2 páginas) y no estamos hablando de un cuaderno en este caso porque no hay plegado.
Los demás formatos tienen en cuenta el número de pliegues del folio:
- in folio (in-fo o en-2o), un pliegue, 2 folios, 4 páginas.[2]
- in cuarto (en-4o), dos pliegues, 4 folios, 8 páginas.[3]
- in octavo (en-8o), tres pliegues, 8 folios, 16 páginas.[4]

Más modernamente se han adoptado otros formatos:
- in dieciseisavo (en-16°), cuatro pliegues, 16 folios, 32 páginas.
- in treintaidosavo (en-32°), cinco pliegues, 32 folios, 64 páginas.

Las siguientes operaciones pueden variar según la finalidad del resultado final.
Tras el plegado, los cuadernos se pueden encartar para coser a ambos lados del pliegue con alambre metàlico grapado (folleto, semanario).
Para libros más grandes, como diccionarios, se cosen cuadernillos apilados debajo de la encuadernación con hilo vegetal.

El lomo cuadrado y encolado antes de colocar la cubierta.

Para documentos comunes como un libro de bolsillo, los cuadernillos se fresan y se pegan en el lomo con encuadernación sin juntas, usando la técnica de lomo cuadrado pegado.

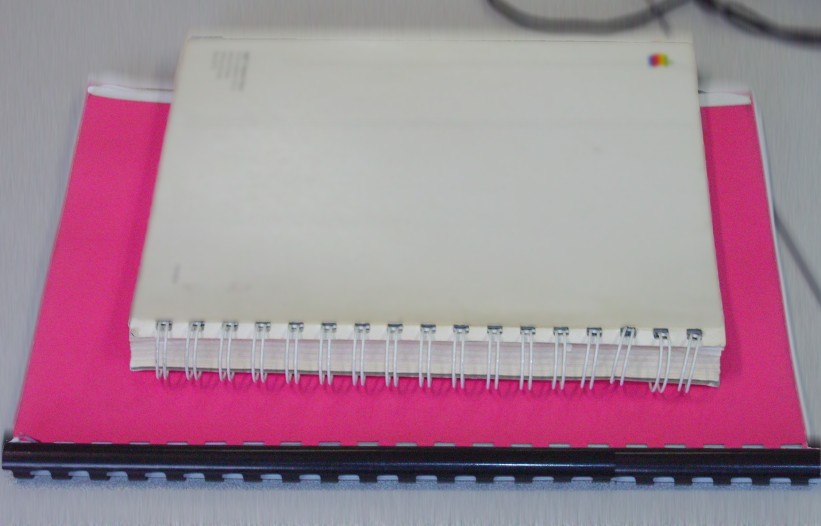
La encuadernación en espiral utilizada para ensamblar las hojas individuales.

Si se trata de realizar pocos ejemplares, el montaje de las hojas individuales se puede realizar en encuadernación en espiral.